# Giancarlo Trombini
Giancarlo Trombini (* 1. Januar 1934 in Ravenna) ist ein italienischer Neurologe, Psychiater, Psychologe und Psychoanalytiker (SPI).

## Leben und Werk
Trombini absolvierte nach dem Medizinstudium ein Psychologiestudium bei Renzo Canestrari an der Universität Bologna. 1975 erhielt er eine Professur für Allgemeine Psychologie an der Universität Padua. Bereits 1977 wurde er jedoch an die Universität Bologna zurückberufen, wo er den ersten italienischen Lehrstuhl für Psychosomatische Medizin erhielt. Dem folgte 1990–2008 die Professur für Klinische Psychologie. Von 1989 bis 2006 leitete er zudem als Direktor das Zentrum für die Erforschung psychosomatischer Störungen der Universität Bologna (Centro Interdipartimentale per lo Studio dei disturbi psicosomatici dell’Università di Bologna). Seit 2008 ist Trombini emeritiert.
Trombini ist gestalttheoretisch orientierter Psychotherapeut und Psychoanalytiker, eine in Italien aus geschichtlichen Gründen nicht ungewöhnliche Kombination (sowohl die Psychoanalyse als auch die Gestaltpsychologie wurden von Cesare Musatti in Italien bekannt gemacht). 
Mit seinen Mitarbeiterinnen entwickelte Trombini ab den 1970er-Jahren die 'giocoterapia focale' (Focal Play-Therapy), eine gestalttheoretisch-psychotherapeutisch fundierte Variante der Spieltherapie mit Kindern (vor allem auch Kindern im vorsprachlichen Alter), bei der die Eltern bzw. Betreuungspersonen der Kinder in der Therapie in Spielsituationen miteinbezogen werden. Die von ihm 1994 vorgestellte diagnostische und therapeutische Technik des Geschichten-Zeichnens (Tecnica delle Storie Disegnate) wird seither an der Universität Bologna beforscht, weiterentwickelt und gelehrt.
In seinen Publikationen sucht Trombini die psychoanalytische Theorie und Praxis mit dem feldtheoretischen Ansatz der Gestalttheorie zu integrieren. Einen Schwerpunkt bilden dabei psychosomatische Beschwerden, für die Trombini und seine Mitarbeiterinnen eine spezielle gestalttheoretisch und psychoanalytisch fundierte Form der Psychotherapie mit stützendem und ausdrucksförderndem Charakter vorschlagen.

## Schriften (Auswahl)
- 1970 Das Selbermachenwollen des Kindes im Bereich der Ernährung und Entleerung. Praxis der Kinderpsychologie und Kinderpsychiatrie, 19(1), 3 – 10.
- 1975 (mit Renzo Canestrari) Psychotherapie als Umstrukturierung des Feldes. In: Ertel u. Kemmler (Hrsg.), Gestalttheorie in der modernen Psychologie, Darmstadt, ISBN 3-798-50400-8, S. 266–273. doi:10.23668/psycharchives.4385 (Nachdruck 2019) in Phänomenal - Zeitschrift für Gestalttheoretische Psychotherapie, 11(2), S. 29–35.
- 1979 (mit Michael Stadler und L. Stegagno) Quantitative Analyse der Rauschschen Prägnanzaspekte. Gestalt Theory, 1, 28–40.
- 1994 Introduzione alla clinica psicologica, Bologna: Zanichelli.
- 1999 (mit Franco Baldoni) Psicosomatica. L'equilibrio tra mente e corpo, Bologna, ISBN 8-815-06787-6.
- 2001 (mit Franco Baldoni) Disturbi psicosomatici, Bologna, ISBN 8-815-08139-9.
- 2004 (mit Elena Trombini et al.) Use of the Drawn Stories Technique to Evaluate Psychological Distress in Children. Perceptual and Motor Skills, 99, 975–982.
- 2005 Das Staunen im Rahmen der psychoanalytischen Therapie. In: Giuseppe Galli, Psychologie der sozialen Tugenden, Wien: Böhlau, S. 179–195. ISBN 3-205-77308-X.
- 2006 (mit Elena Trombini) Focal Play-Therapy in the Extended Child-Parents Context - A Clinical Case. Gestalt Theory 28(4), 375 – 388.
- 2007 (mit Elena Trombini) Focal Play-Therapy and Eating Behaviour Self-Regulation in Preschool Children. Gestalt Theory 29(4), 294 – 301.
- 2010 Monitorare la dinamica relazionale in psicoterapia: confronto tra sogno e associazioni. Medicina Psicosomatica, 55, 4, 165–173. (Zur Beziehungsdynamik in der Psychotherapie: Ein Vergleich zwischen Traum und Assoziation)
- 2012 (mit Elena Trombini) Sarcoidosis: Psychotherapy and Long-Term Outcome — A Case Report. Case Reports in Medicine Volume 2012, Article ID 232491.
- 2014 Transferential Relationships as Field Phenomena. The Relationship Dynamics in the Light of the Manifest Dream. Gestalt Theory 36(1), 43 – 68.
- 2018 (mit Anna Corazza und Gerhard Stemberger) Manifest Dream/Association Comparison: A Criterion to Monitor the Psychotherapeutic Field. Gestalt Theory 41(1), 61-78.
- 2019 Metzgers Briefe und der Bezugssystem-Wechsel in der Psychotherapie. Phänomenal - Zeitschrift für Gestalttheoretische Psychotherapie, 11(2), S. 36–41. doi:10.23668/psycharchives.4391